# 채찍

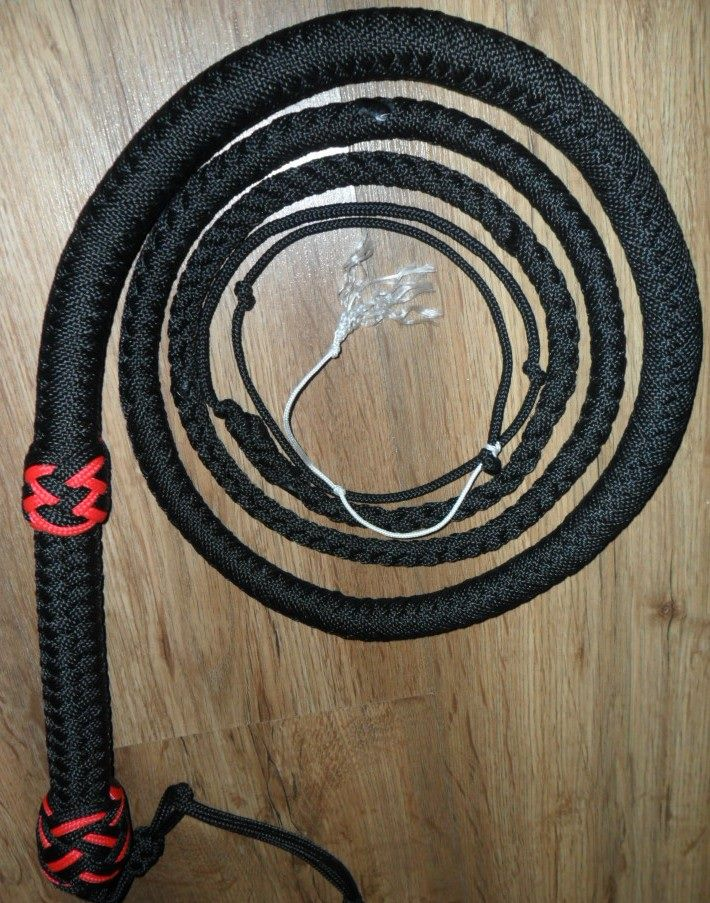
채찍의 예

채찍은 사람이나 동물을 치기 위하여 길쭉한 대나무 지팡이, 혹은 막대 모양의 무늬에 가죽끈이나 체인 등을 설치한 기구이다.체벌도구로 엉덩이나 손바닥등을 때리는 경우도 있다. 그리고 채찍의 끝에 속도가 음속을 넘는다고 한다.

## 같이 보기
- 아홉꼬리 고양이